# البحث عن دوري
البحث عن دوري (بالإنجليزية: Finding Dory) هو فيلم مغامرة أمريكي مُحرك حاسوبياً صدر عام 2016، من إنتاج استوديوهات بيكسار انيميشن وتوزيع شركة والت ديزني بيكتشرز. الفيلم من إخراج أندرو ستانتون، وتأليف أندرو ستانتون وفيكتوريا ستروس، وهو الجزء الثاني لفيلم البحث عن نيمو (2003)، قام كل من ألين دي جينيريس وألبيرت بروكس بإعادة تمثيل أصوات ادوارهم السابقة، شاركهم في هذا الجزء هايدن رولانس (بدلاً عن ألكسندر جولد) وإد أونيل وكايتلين أولسون وتاي باريل وديان كيتون ويوجين ليفي. يدور الفيلم حول السمكة فاقدة الذاكرة «دوري» التي تسافر لتلتقي بوالديها.
عُرض الفيلم لأول مرة في «مسرح إل كابيتان» في لوس أنجلوس في 8 يونيو 2016، وصدر في دور السينما بتاريخ 17 يونيو 2016. لاقى الفيم عن إصداره استحسان النقاد وحقق أكثر من مليار دولار في جميع أنحاء العالم، ليصبح ثاني فيلم من أفلام بيكسار تصل إيراداته إلى مليار دولار بعد فيلم حكاية لعبة 3 (2010) وثالث أعلى فيلم إيراداً في عام 2016 بعد فيلمي كابتن أمريكا: الحرب الأهلية وروج ون: قصة من حرب النجوم. وقد حطم الفيلم عدة أرقام فيأسية في شباك التذاكر، بما في ذلك أكبر افتتاح لفيلم رسوم متحركة في أمريكا الشمالية، وأعلى فيلم رسوم متحركة إيراداً في أمريكا الشمالية.

## القصة
بعد عامٍ كامل من إيجاد نيمو (انظر البحث عن نيمو) تُصبح دوري صديقةً لنيمو ووالده مارلن، وفي أحد الأيام ذهبت دوري مع نيمو إلى درس في حضانته، وتتذكر أن لديها عائلة من خلال إعادة الاحداث في الذاكرة، تذهب للبحث عنهم لكنها تُعاني من فقدان ذاكرة، والشيء الوحيد التي تتذكره بأنهما يسكنان في مورو باي في كاليفورنيا.
بعد أن علما نيمو ووالده مارلن أن دوري عرفت مكان عائلتها يقرران مساعدتها في البحث، ويذهبان إلى كاليفورنيا من خلال التيار السريع بمساعدة السلاحف، وعند وصولهم إلى هُناك عانوا الصعوبات بعد أن واجهوا حباراً مُفترسا طاردهم حتى وصلوا إلى منطقة آمنة، ذهبت دوري إلى سطح الماء بعد أن سمعت صوتاً خفياً، لكنها اختُطفت من قِبل عمال المعهد البحري في مورو باي، وانفصلت عن نيمو ووالده.
قرر نيمو ووالده إيجاد طريقة للبحث عن دوري، وفي المقابل وُضِعت دوري في الحجر الصحي، ووُسمت ببطاقة ورقية تدل على أنها سوف تُرسل إلى كليفلاند لتعيش في حوض مياه للأبد، واجهت دوري في الحجر الصحي اخطبوط يُدعى هانك الذي كان يطمح للحصول على بطاقة دوري لأنه يريد العيش في أحواض كليفلاند والهرب من مياه المُحيط، وبعد أن علم هانك أن دوري كانت تبحث عن والديها، قرر مُساعدتها للبحث عنهما بمُقابل أن تمنحه البطاقة للذهاب إلى كليفلاند، وبعد أحداثٍ دراماتيكية انفصلا هانك ودوري، لتجد دوري نفسها في حوض مياه كبير وهُناك التقت سمكة حوت عملاقة اسمها ديستني تُعاني من ضعف في النظر، واكتشفت أنها كانت صديقتها في الطفولة، وواجهت كذلك حوت أبيض اسمه بيلي كان لديه تحديد المواقع في رأسه من خلال ذبذبة الصوت الذي يُطلقه، علمت دوري من خلال صديقة طفولتها ديستني أنها من مكان يُسمى المحيط المفتوح وهو بجانب أحد المعارض وأن نسبة احتمال أن تجد والديها هناك كبير جداً، وفي ذات اللحظة عاد الأخطبوط هانك وواجه دوري في الحوض الكبير، واقترحوا جميعهم على دوري أن تذهب إلى المحيط المفتوح من خلال الأنابيب لتبحث عن والديها لكنها تذكرت مقولة والدها في صغرها بأن هناك دائماً طُرق أخرى، واقترحت بأن تذهب هي وهانك من خلال إحدى عربات الأطفال إلى المعرض لتصل إلى المحيط المفتوح.
في تلك الأوقات كان نيمو ووالده يبحثون عن دوري، ووجدوا هناك في مكان قريب اثنان من أسود البحر يقضون استراحتهم في صخرة كبيرة، وأخبروهم بأن دوري قد وُضعت في الحجر الصحي، واقترحوا عليهما الذهاب إلى هناك عبر إحدى الطرق المجنونة، وهي ان يحملهما طائر مجنون يُدعى بيكي إلى الحجر الصحي من خلال وعاء مملوء بالماء، بعد أن تناقشا دوري ووالده بهذه الفكرة وافقا على الذهاب من أجل دوري، في نفس المكان كانت دوري وهانك يستقلان إحدى عربات الأطفال من أجل الذهاب إلى المحيط المفتوح، وبعد أن أوصلها قامت بمنحه البطاقة الورقية لتصله إلى كليفلاند وافترقا بعد ذلك، وعندما وصلت دوري إلى منزلها القديم لم تجد والديها، وهُناك أخبرتها إحدى الكائنات الصغيرة بأن الأسماك الزرقاء تنقل إلى الحجر الصحي، وبالتالي عرفت دوري بأن والديها كذلك متواجدين في كليفلاند، وبعد أحداث مُتسلسلة واجهت دوري كُلاً من نيمو ووالده في أحد الأنابيب، وهُناك قررا الذهاب جميعاً إلى كليفلاند للبحث عن والديها، واستطاعت الوصول إلى الحجر الصحي رفقة نيمو ومارلن بمُساعدة نداءات أصدقائها ديستني وبيلي، وهُناك التقت مرةً أخرى بالأخطبوط هانك، الذي حاول مُساعدتها لكنه فقدها بعد ذلك، لتسقط إلى مجرى مائي في الأرض قادها إلى البحر، وهناك التقت بوالديها مُصادفةً، وحصل بينهما عناقٌ كبير، وأخبرت والديها بأن يجب أن تعود لتجد نيمو ومارلن أصدقائهما، وفي الحجر الصحي كان هناك مارلن ونيمو وهانك وقد نُقلوا إلى كليفلاند عن طريق إحدى الشاحنات، استدعت دوري صديقيها بيلي وديستني لتحديد مكان الشاحنة، وبمُساعدة بعض القوارض الصغيرة تمكنوا من إيقاف سير الشاحنة والصعود إلى أصدقائها، لكن أُغلق الباب عليهم، وهنا اقترحت دوري على هانك أن يتسلقا من خلال إحدى الفتحات في السقف وعمل حيلة لطرد سائقي الشاحنة وقيادة السيارة، ونجحا في ذلك، وتمكنوا من الوصول إلى البحر بعد مغامرة خطيرة وأحداث عصيبة، لتجتمع شمل الاسرة من جديد، ويجتمع شمل جميع الأصدقاء.

## الشخصيات

### الشخصيات الرئيسية
- دوري: هي سمكة زرقاء من نوع الهيبو تانج تُعاني من فقدان الذاكرة.
- نيمو: هي سمكة برتقالية من نوع سمكة المهرج الشائعة.
- مارلين: هو والد نيمو.
- هانك: هو اخطبوط من نوع شرق المحيط الهادئ الأحمر يمتاز بتخفيه وقدرته على تغيير لونه.
- تشارلي: هو والد دوري.
- جيني: هي والدة دوري.
- ديستني: هي سمكة من نوع قرش الحوت تعاني من ضعف في البصر.
- بيلي: هو سمك من نوع الحوت الأبيض.
- فلوك: هو أسد البحر.
- رودير: هو أسد البحر وصديق فلوك.

### طاقم العمل
| الشخصية | الأصوات الإنجليزية | الدبلجة العربية | الدبلجة العربية |
| الشخصية | الأصوات الإنجليزية | اسم الدبلجة     | صوت الدبلجة     |
| ------- | ------------------ | --------------- | --------------- |
| Dory    | ألين دي جينيريس    | دوري            | رشا عبد الله    |
| Nemo    | هايدين رولينس      | نيمو            | محمد قنديل      |
| Marlin  | ألبيرت بروكس       | مرهف            | محمود اللوزي    |
| Hank    | إد أونيل           | هاني            | أحمد خليل       |
| Destiny | كايتلين اولسون     | هدية            | لمياء سيلمان    |
| Bailey  | تاي باريل          | بلبل            | محمود حمودة     |
| Charlie | يوجين ليفي         | رشاد            | وائل شاهين      |
| Jenny   | ديان كيتون         | زينة            | لاشينة لاشين    |
| Fluke   | إدريس إلبا         | فلوك            | جلال الهجرسي    |
| Rudder  | دومينيك ويست       | دفة             | أحمد مختار      |
| Mr. Ray | بوب بيترسون        | الأستاذ راي     | هاني عبد الحي   |

## النسخة العربية
عاد جزء كبير من الطاقم العربي لفيلم البحث عن نيمو، للعمل على النسخة العربية للفيلم تضمن المخرج المسرحي أحمد مختار[ ؟ ] لإخراج الفيلم وهو ثاني مخرجٍ للعمل على أفلام ديزني من بعد أفتتاح فرعها العربي ومن تلك الأفلام فيلم البحث عن نيمو، البحث عن دوري، حياة الامبراطور الجديدة وغيرها والذي عاد خمس سنوات بعد اعتزاله العمل في إخراج أفلام الرسوم المتحركة والاستقرار في العمل المسرحي،
عمرو حسني الكاتب والشاعر ومعد النص العربي للفيلم والذي عمل مع ديزني منذ بدايتها في الشرق الأوسط، محمود اللوزي مؤدي صوت سمكة البهلوان مرهف، زينب مبارك مؤدية صوت خوخة، إبراهيم غريب في دور كروات وغيرهم.
حاول ستوديو مصرية ميديا التواصل مع الفنانة الشهير عبلة كامل مؤدية صوت السمكة الزرقاء ضوري من فيلم البحث عن نيمو لمحاولة أعطائها دور دوري في فيلم البحث عن دوري لكن أنتهى الأمر بلا فائدة مما أستدعى الإتيان ببديل لها، أدت بدلاً عنها رشا عبدالله، المؤدية الرسمية لصوت ديدي بطوطة من عائلة البط في جميع الأعمال المتعلقة بالشخصية في الشرق الأوسط.
في النسخة الإنجليزية تم تسمية شخصية سغورني ويڤر على أسم مؤدية صوتها، تم تغير الأسم في النسخة العربية لسلوى محمد علي وهو إيضًا نفس أسم المؤدية في النسخة العربية.
تم أعادة دبلجة جزءٍ كبيرٍ من الفيلم بعدما كان مقررًا له أن يكون بالكامل باللغة العربية الفصحى وبدون أي تعريبٍ في أسامي الشخصية (أي أن يحتفظوا بأسمائهم الأصلية دون تغير)، قبل الحملة الضخمة التي شنها المعجبون لمحاولة تغير سياسات الشركة تحت أسم ديزني لازم ترجع مصري، عقب تعبير المعجبون عن استيائهم قامت الشركة بتغير ما يعادل عشرون بالمائة من حوارات الفيلم إلي اللهجة المصرية وتعريب جميع الأسماء مع المحافظة على الأسامي العربية من الجزء الأول.
تم تسجيل الفيلم بالكامل باللغة العربية الفصحى وبدون تغيير في الأسامي، لم تصدر تلك النسخة سوى على متجر أوربت شوتايم لمشتركي خدمات أوربت شوتايم المدفوعة.
في فيلم البحث عن دوري بنسخته العربية يحصل السلحف الصغير أبن كروات من التيار الأسترالي الشرقي على أسم عقدة، بينما أسمه في النسخة العربية لفيلم البحث عن نيمو هو حقنة،
يتكرر الأمر مع شخصية بقبق، التي تحصل على أسم بقليلة في فيلم البحث عن دوري،
ومع شخصية ضوري والتي تحصل على أسم دوري، 

ومن الأسماء الجديدة التي تم تعريبها، بكيزة بدلًا من (بيكي)، وشلش بدلًا من (جيرالد).
رغم تغير أسم ضوري من البحث عن نيمو لدوري في البحث عن دوري، إلا أن النسخ الرسمية من ديزني المترجمة لكتب هاشيت أنطوان المتعلقة بفيلم البحث عن دوري أستخدمت الأسم ضوري لمنادة الشخصية، لكن تم استعمال الشعار العربي الرسمي على الغلاف للفيلم والمكتوب فيه البحث عن دوري.
يختلف نطق أسم أستاذ مدرسة الأسماك الأستاذ راي عن نطقه في فيلم البحث عن نيمو، كما يختلف النطق في فيلم البحث عن دوري لكلمة راي أذا تم أستخدامها لوصف نوع أسماك الراي عن أستخدامها كأسممٍ لمدرسة مدرسة الأسماك.
مؤدية صوت دوري المراهقة هي مؤدية شابة تدعى إلهام صبري (قبل تغيره) أو لمى صبري (بعد تغيره) وهي نفسها المؤدية للدور الحواري لأميرة ديزني البولنزية موانا من فيلم ديزني الكلاسيكي موانا،
أدت لمى قبلًا عدة أدوار مع ديزني، تضمنت إيزابيل من مسلسل قناة ديزني إلينا من آفالور، آمبر من صوفيا الأولى و إلسا الصغيرة من فيلم ديزني الكلاسيكي ملكة الثلج.
لأول مرة منذ فترة طويلة، يحصل فيلم البحث عن دوري على تعريب شبه كامل لكل نص إنجليزي داخل الفيلم (أي أن كل كتابة باللغة الإنجليزية في النسخة الأصلية تم إستبدالها بكتابة عربية)، صدرت النسخة المعربة ضمن إصدار متجر الآيتيونز الإلكتروني عكس إصداري الديجيتال ڤيديو والبلو-راي الذين أحتوى على الكتابة الإنجليزية فقط معادا شعار البداية باللغة العربية.
صدر الفيلم ضمن الإصدارات المنزلية بداية من 29 أكتوبر 2016 في دول الخليج العربي كنسخة رقمية على متجر آتيونز أحتوت على كلٍ من الدبلجة والترجمة العربية موزعة على خمس سماعات، 30 أكتوبر لباقي بلدان الوطن العربي، بالإضافة إلى صدور الفيلم على إصدارات المشاهدة المنزلية الملموسة بداية من 16 نوفمبر 2016 وأن تأخر وصوله للأسواق، لم يصدر الفيلم على إصدارات ملموسة سوى في البحرين، قطر والإمارات العربية المتحدة.
تولت مهمة إدارة إنتاج النسخة العربية للفيلم، مديرة الإنتاج ديمة حسام الدين،
وتمت أعمال الدوبلاج في الستوديو المصري مصرية ميديا.

### الأداء الصوتي
- رشا عبد الله - دوري
- محمود اللوزي - مرهف
- أحمد خليل - هاني
- لمياء سليمان - هدية
- محمد قنديل - نيمو
- محمود حمودة - بلبل
- لاشينة لاشين - زينة
- لاما هاني عبد الحي - دوري الصغيرة
- جلال الهجرسي النقشبندي - فلوك
- أحمد مختار - دفة
- هاني عبد الحي - أستاذ راي
- شهيرة فؤاد - السمكة الزوجة
- عادل خلف - سعفان
- سلوى محمد علي - سلوى محمد علي
- حسام جدعو - كارل
- إبراهيم غريب - كروات
- تاي عادل غالي - السمكة الدجاجة
- إلهام صبري - دوري المراهقة
- طارق سعيد - حقنة
- رضوان صوان - السلطعون الزوج
- عمر جاهين - جيل
- محسن حلمي - مدخن
- زينب مبارك - خوخة
- شهاب إبراهيم - قرقر
- أحمد صلاح - بقليلة
- هبة عمرو - لب ولبة
- مصطفى البراء - جاك

كما عمل على النسخة العربية إيضًا، أسامة جمال، أحمد شريف، أمل عبد الله، أسامة سمير، أميرة الناصر، أمير حسام أحمد، بسنت هاني عبد الحي، إياد وليد، رنوة إيهاب، ديمة حسام، زياد الشريف، رنا عادل غالي، عمر أشرف، سالي قنديل، كريم خالد واكد، فاطمة علاء، ماهر خلف الله أحمد، مازن يسري، محمود المغربي، محمد محمود عامر، مروة فرج، مروان عبد المنعم، نهى فكري، منة عادل الأبيض، هاشم هاني، نهى قيس ويوسف عاطف.

## الإنتاج
قبل العمل على فيلم «البحث عن دوري»، خططت شركة ديزني لعمل تكملة لفيلم «البحث عن نيمو» ولكن بدون مشاركة بيكسار، من خلال الاستعانة بإستوديوهات «سيركل سفن أنيميشن»، وهي أستوديوهات أنشأتها شركة ديزني في عام 2005 بهدف صنع تتمات لأفلام بيكسار. إلا إنه نظراً لاستحواذ ديزني على شركة بيكسار في عام 2006، أغلقت شركة ديزني أستوديوهات «سيركل سفن أنيميشن» دون أن تنتج فيلماً على الإطلاق. على الرغم من إنه لم يدخل حيز الإنتاج أبداً، فقد تم رفع سيناريو نسخة أستوديوهات «سيركل سفن» على الموقع الرسمي لمهرجان ريندانس السينمائي. في هذه النسخة يظهر توأم نيمو المفقود منذ زمن طويل والذي يُدعى «ريمي»، لاحقاً يتم القبض على والدهما «مارلين»، لذا يتوقف الأمر على نيمو وريمي ودوري لإنقاذه.

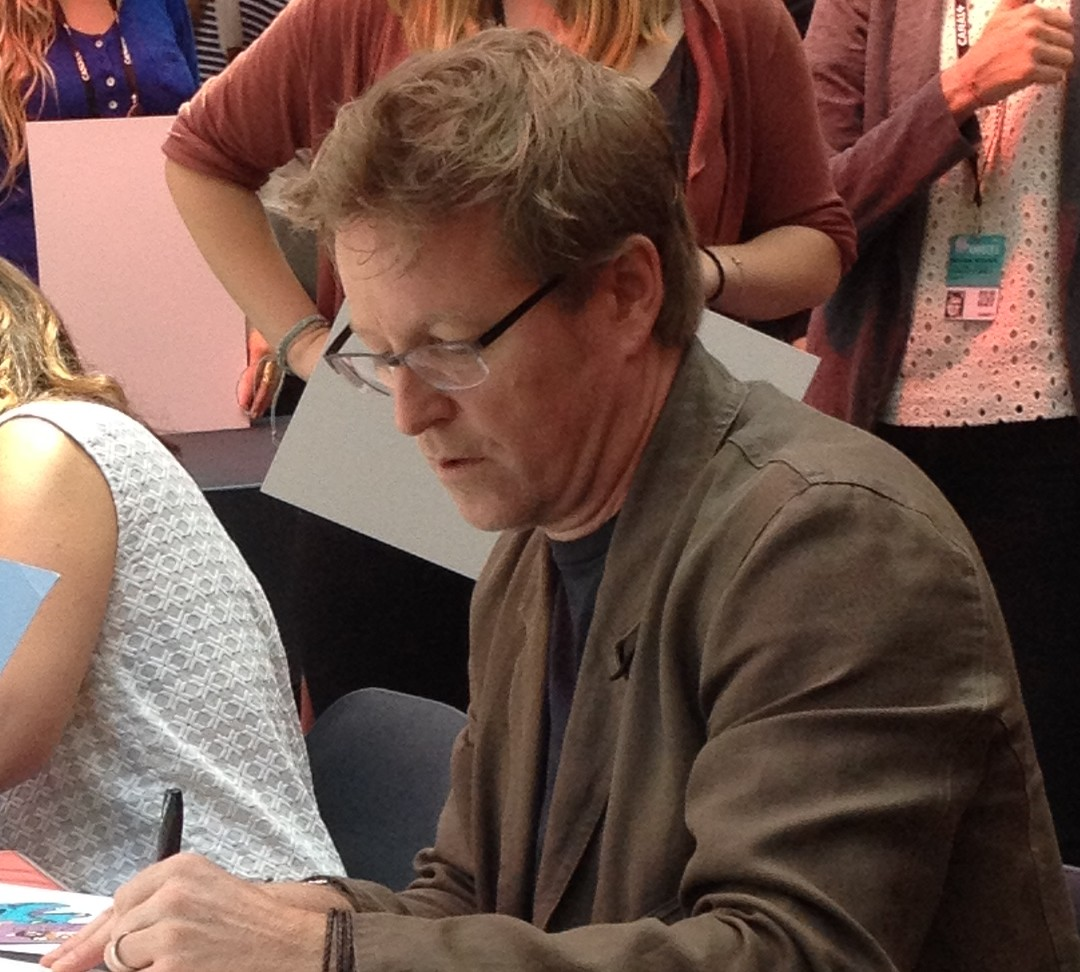
المخرج أندرو ستانتون في مهرجان آنسي الدولي لأفلام الرسوم المتحركة عام 2016.

في يوليو من عام 2012، أفادت الاخبار أن أندرو ستانتون كان يطور تتمة لفيلم «البحث عن نيمو»، وإن فيكتوريا ستروس تكتب نص الفيلم وتاريخ الإصدار المقرر له هو عام 2016. ومع ذلك، في نفس اليوم الذي اندلعت فيه أخبار وجود تكملةٍ محتملة للفيلم، نشر ستانتون تغريدة على حسابه الشخصي في تويتر يدعو بها الناس إلى التشكيك في دقة هذه التقارير. حيث جاء في التغريدة: «ألم تتعلمو جميعاً من قصة ’الدجاجة الصغيرة’؟ فليهدأ الجميع. لا تصدق كل ما تقرأه. لا يوجد شيء لتراه هنا الآن. #skyisnotfalling (#السماء لا تسقط)». وفقًا لتقرير نشرته ذا هوليوود ريبورتر في أغسطس 2012، كانت إلين دي جينيريس في مفاوضات لإعادة أداء دورها بشخصية «دوري». في سبتمبر 2012، أكد ستانتون تلك الأخبار. وفي فبراير 2013، أكدت الصحافة أن ألبيرت بروكس سيعيد تمثيل شخصية «مارلين» في التتمة.
في أبريل 2013، أعلنت ديزني عن أن فيلم التتمة «البحث عن دوري» (Finding Dory) سوف يصدر في 25 نوفمبر 2015، مؤكدة أن إلين دي جينريس وألبيرت بروكس سيعيدان تمثيل أدوارهما بشخصيات «دوري» و«مارلين» (على التوالي). بعد حملة دعائية طويلة للفيلم على برنامج ألين دي جينيريس شو، صرحت دي جينيرس قائلةً:
في مقابلة مع لوس أنجلوس تايمز في يوليو 2013، تحدث ستانتون عن أصل التتمة": "كان هناك استفسار من ديزني [حول تتمة لفيلم البحث عن نيمو]. كنت دوماً أقول ’لا تتمة، لا تتمة’. لكن كان عليَ أن أنظر إلى الموضوع من وجهة نظر نائب رئيس. [تتمات الأفلام] جزء من ضرورة بقائنا مستمرين، لكننا لانريد الخوض فيها لهذه الأسباب. وإنما نريد الخوض فيها بشكل خلاق، لذلك قلنا [لديزني]، ’هل يمكنكم أن تعطونا الجدول الزمني حول موعد الصدور؟ لأننا نرغب في إصدار شيء نريد حقاً صنعه، وقد لا نستطيع إكماله في العام الذي تريدونه.".
ذكر ستانتون في مقابلة أجرها عام 2016 كيف ظهرت قصة الفيلم: «لا أشاهد أفلامي في كثير من الأحيان بعد انتهائها، لأنني يجب أن اشاهدها عدة مرات قبل صدورها. لذا في عام 2010 تقريباً عندما كنا نجهز فيلم ’البحث عن نيمو’ لإعادة إصداره بتقنية ثلاثية الإبعاد بعد عشر سنوات، كان من المثير للاهتمام مشاهدته مرة أخرى بعد كل ذلك الوقت. لقد استقر شيء ما في الجزء الخلفي من عقلي وبدأت في القلق نوعاً ما. بدأت أفكر في مدى سهولة ضياع دوري وانها لن تجد مارلين ونيمو مرة أخرى. كانت ببساطة بنفس حالتها عندما وجدها مارلين. لم أكن أعلم من أين أتت. كنت أعلم أنها قضت معظم شبابها تتجول في المحيط بمفردها، وأردت أن أتأكد أنه يمكنها أن تجد عائلتها الجديدة، إذا ضاعت مرة أخرى. يكاد يكون الأمر أشبه بقلق الجانب الأبوي مني.». صرح ستانتون أيضاً: «كنت أعرف ما إذا كنت قد قلت ’البحث عن دوري’ أو ذكرت تتمة لـ’البحث عن دوري’ بصوتٍ عالٍ، فسينتهي أمري . . . لذا ظللت هادئا جدا حتى علمت أن لدي قصة أعتقدت أنها ستصمد، وكان ذلك في أوائل عام 2012. لذلك قررت عرض القصة على جون لاسيتر وكان مقتنعاً بالكامل. ثم حصلت على كاتبٍ، وبمجرد أن حصلنا على معالجة للفيلم أعجبتنا نوعاً ما، شعرت بالراحة لإخبار إلين [دي جينيرس]»

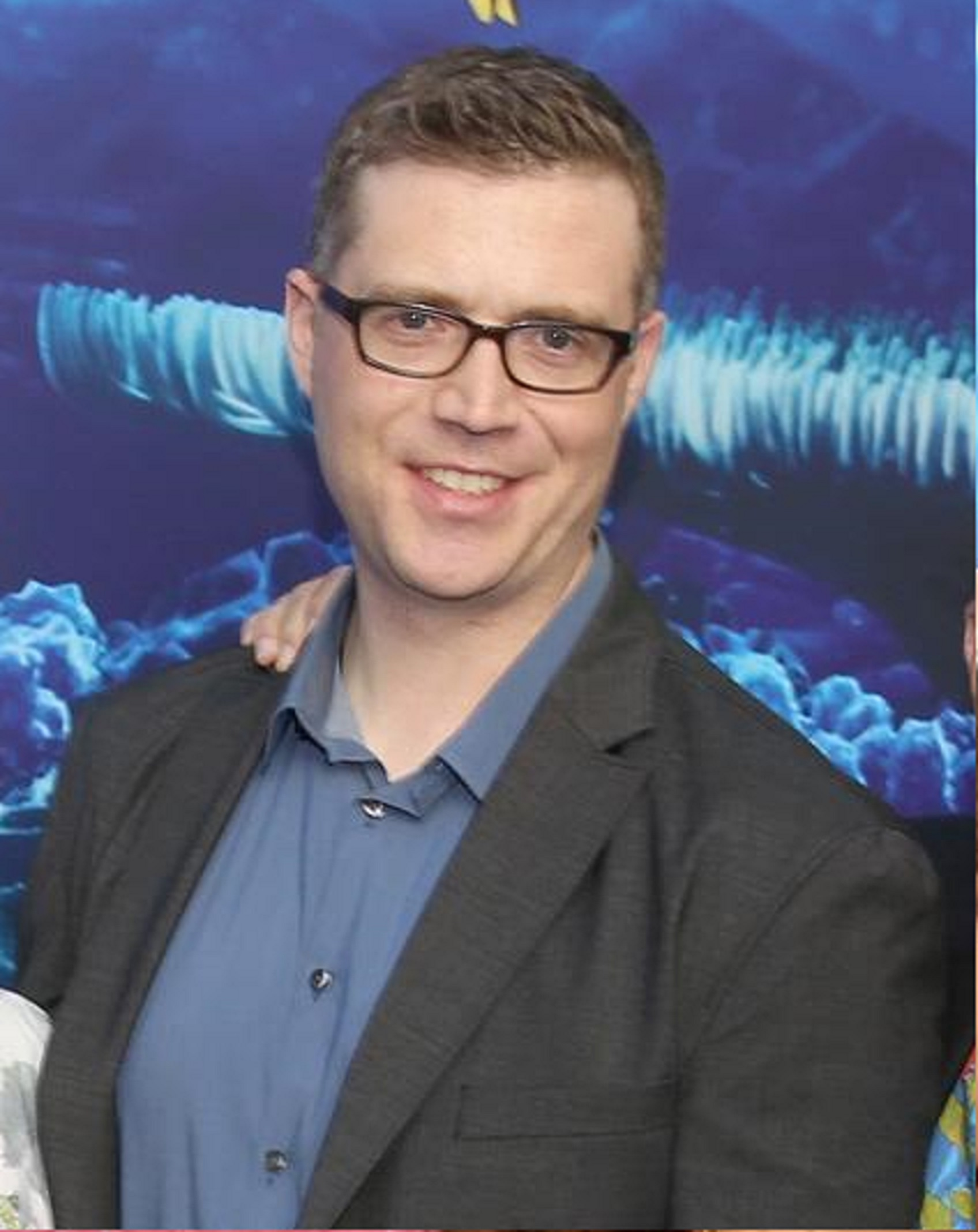
المخرج المشارك أنغوس ماكلين في العرض الأول لفيلم "البحث عن دوري".

اختار ستانتون فيكتوريا ستراوس لكتابة السيناريو. أشارت ستراوس إلى فقدان ذاكرة دوري باستمرار على أنه تحدٍ عند كتابة السيناريو، مضيفةً: «أنت لا تدرك مدى تكامل الذاكرة مع كل ما نقوم به، حتى تجلس لتكتب شخصية لا تستيطع تذكر الأشياء، وهذا ما يخلق سرداً يستطيع الناس اتباعه. عندما لا تستطيع الشخصية الرئيسية تأمل ذاتها ولاتسطتيع سرد قصة، فمن الصعب جداً تصميم هذه الشخصية لأنها لا تستطيع أداء دور البطولة حقاً. كان أصعب شيء يمكن القيام به هو جعلها قادرة على أن تكون بطلة والحصول على ثقة الجمهور بها.».
يستند «معهد الحياة البحرية» (Marine Life Institute) الذي ظهر في الفيلم على الرحلات البحثية لفريق الإنتاج إلى حوض أسماك خليج مونتيري ومركز الثدييات البحرية وحوض أسماك فانكوفر.
اعيدت صياغة نهاية الفيلم بعد أن شاهد مديرو بيكسار التنفيذيون فيلم «الحوت الأسود»، وهو فيلم وثائقي صدر عام 2013 يركز على مخاطر ابقاء الحيتان القاتلة في الأسر. كان من المقرر أن ينتهي الأمر ببعض الشخصيات في حديقة بحرية تشبه حدائق سي وورلد، ولكن عند إعادة صياغة النهاية أصبح أمام الكائنات البحرية الآن خيار مغادرة تلك الحديقة البحرية. حيث قالوا إنهم لا يرغبون في إلقاء نظرة على هذا الفيلم بعد 50 عاماً ليجدوه قد أصبح مثل «أغنية الجنوب»، في إشارة إلى فيلم ديزني الموسيقي الصادر عام 1946 والذي كان يُنظر إليه على نطاق واسع على أنه عنصري.
كان أنغوس ماكلين من أوائل الأشخاص الذين كشف لهم ستانتون عن فكرته للتتمة. ناقشوا مع بوب بيترسون، أفكارًا مختلفة للأماكن التي ستزورها دوري خلال رحلتها - كانت إحدى هذه الأفكار هي مشهد «أحواض اللمس». في وقت لاحق، خلال حفل إنهاء فيلم أسطورة مريدا (2012)، دعا ستانتون أنغوس للإنضمام إليه في أول مهمة إخراج مشتركة له. وصف ستانتون دور أنغوس بأنه «رجل يمتهن كل صنعة»، مستفيدًا بشكل خاص من خبرته في الرسوم المتحركة والقصة، وكذلك في الإنتاج، بعد أن قام بنفسه بإنتاج بعض الأفلام القصيرة.
في أغسطس 2015، وفي معرض D23 لنادي معجبين ديزني الرسمي، أُعلن أن هايدن رولانس سيؤدي صوت «نيمو»، ليحل محل ألكسندر جولد من الفيلم الأول، الذي أصبح صوته خشناً منذ بلوغه سن الرشد (بدلاً من ذلك أدى ألكسندر جولد دور شخصية ثانوية في التتمة). أعلنوا أيضًا أن إد أونيل سيؤدي صوت «هانك».

## الإصدار
عُرض فيلم «البحث عن دوري» لأول مرة في مسرح إل كابيتان في لوس أنجلوس في 8 يونيو 2016، وصدر بدور السينما في الولايات المتحدة في 17 يونيو 2016، بتقنية ثلاثية الابعاد. صدر الفيلم أيضاً في دور سينما آيماكس 3D مختارة. في أبريل 2016، أعلن عن عرض فيلم بيكسار القصير الجديد، بايبر، من إخراج آلان باريلارو وموسيقى من تأليف أدريان بيلو، أمام الفيلم. كان العرض الأول له في المملكة المتحدة في مهرجان أدنبرة السينمائي الدولي في 18 يونيو 2016.

## الإستقبال

### شباك التذاكر
حقق الفيلم إيرادات تبلغ 486.3 مليون دولار أمريكي في الولايات المتحدة وكندا وحوالي 542.3 مليون دولار أمريكي في البلدان الأخرى، ليصبح الإجمالي العالمي 1.029 مليار دولار أمريكي مقابل ميزانية إنتاج قدرها 200 مليون دولار أمريكي. حقق الفيلم 185.7 مليون دولار أمريكي فقط في عطلة نهاية الأسبوع الافتتاحي في جميع أنحاء العالم، ليصبح سادس أعلى فيلم رسوم متحركة دخلاً في الأسبوع الافتتاحي. في 16 أغسطس، أصبح الفيلم الرابع لعام 2016 يربح 900 مليون دولار أمريكي من مبيعات التذاكر، وفي 9 أكتوبر، تجاوزت إيرادات الفيلم عتبة الواحد مليار دولار أمريكي، ليصبح الفيلم الثالث لعام 2016 بعد كابتن أمريكا: الحرب الأهلية وزوتوبيا والفيلم الثاني لبيكسار وفيلم الرسوم المتحركة الخامس وفيلم ديزني الثاني عشر والفيلم السابع والعشرون الذي تصل إيراداته إلى هذا المبلغ في تاريخ السينما.
عالمياً، يعد هذا الفيلم ثالث اعلى فيلم إيراداً لعام 2016، وأعلى فيلم رسوم متحركة لعام 2016 ورابع أعلى فيلم من إنتاج بيكسار وتاسع أعلى فيلم رسوم متحركة من حيث الإيرادات على الإطلاق. حسبت مجلة ددلاين هوليوود صافي ربح الفيلم ليبلغ 296.6 مليون دولار أمريكي، عند احتساب جميع النفقات والإيرادات للفيلم معاً، مما يجعله رابع أكثر إصدار مربح لعام 2016.

### أمريكا الشمالية
في الولايات المتحدة وكندا، صدر «البحث عن دوري» بتاريخ 17 يونيو 2016، جنباً إلى جنب مع فيلم الاستخبارات المركزية، مع توقعات أن الفيلم سوف يحقق أرباحاً تتراوح بين 110-120 مليون دولار في عطلة نهاية الاسبوع الافتتاحي، مع بعض التقديرات التي وصلت حتى 130 مليون دولار. تلقى الفيلم أوسع اطلاق في دور عرض لفيلم من إنتاج بيكسار (حيث عُرض في 4,305 دار عرض، ليتغلب على أسطورة مريدا الذي عرض في 3,200 دار عرض). حقق الفيلم 9.2 مليون دولار من العرض المسبق ليلة الخميس، وهو رقم قياسي لكل من بيكسار وأي فيلم رسوم متحركة،  و54.7 مليون دولار في يوم الافتتاح، ليحقق لقب أكبر يوم افتتاح وأكبر يوم فردي إيراداً لفيلم رسوم متحركة. هذه هي المرة الأولى التي حقق فيها فيلم رسوم متحركة أكثر من 50 مليون دولار في يوم واحد. في الاسبوع الأول من عرضه، ذهب الفيلم ليحقق إجمالي إيرادات قدرها 135.1 مليون دولار، ليحتل المركز الأول في شباك التذاكر وليحقق الرقم القياسي لأعلى اسبوع افتتاحي لكل من بيكسار (محطماً رقم «حكاية لعبة 3» القياسي) وأي فيلم رسوم متحركة (محطماً الرقم القياسي لفيلم «شريك الثالث»، تجاوزه لاحقاً فيلم «أبطال خارقون 2») وأصبح ثالث أكبر أسبوع افتتاحي عند حساب التضخم. وهو أيضاً ثالث أعلى اسبوع افتتاحي ايراداً لفيلم من إنتاج إستوديوهات والت ديزني موشن بيكشرز (باستثناء أفلام مارفل وحرب النجوم) خلف فيلمي الجميلة والوحش (174.8 مليون دولار أمريكي) وقراصنة الكاريبي: صندوق الرجل الميت (135.6 مليون دولار أمريكي)، وهو تاسع أكبر افتتاح لفيلم من إنتاج إستوديوهات ديزني بالإجمالي. أصبح أيضاً فيلم الرسوم المتحركة الخامس والفيلم الخامس لعام 2016 تبلغ إيراداته في الإسبوع الافتتاحي أكثر من 100 مليون دولار. علاوة على ذلك، كان افتتاحه أيضاً ثاني أكبر افتتاح لشهر يونيو، بعد فيلم العالم الجوراسي. كما كان افتتاحه أعلى بنسبة 93.8% من افتتاح فيلم «البحث عن نيمو» التي بغلت ايرادات اسبوعه الافتتاحي 70.3 مليون دولار.
بعد افتتاحاته التي حطمت الأرقام القياسية، سجل فيلم «البحث عن دوري» أكبر يوم إثنين لبيكسار بإيرادات بلغت 19.6 مليون دولار (حطم رقم «حكاية لعبة 3» البالغ 15.6 مليون دولار) وأفضل يوم اثنين في شهر يونيو لفيلم رسوم متحركة. ومع ذلك، احتل المركز الثاني بأكبر يوم إثنين من بين جميع أفلام الرسوم المتحركة (بعد فيلم شريك 2 الصادر عام 2004، والذي حقق 23.4 مليون دولار يوم اثنينه الأول)، وهو أيضاً صاحب أكبر يوم ثلاثاء لفيلم رسوم متحركة بإيرادات بلغت 23.2 مليون دولار (متفوقاً على فيلم المينيون، الذي حقق 16.8 مليون دولار). تجاوزت ايراداته حاجز الـ 200 مليون دولار في أول سبعة أيام من عرضه، ليصبح أول وأسرع فيلم رسوم متحركة يجتاز هذا المبلغ في أسبوع واحد فقط. انخفضت ايراداته بنسبة 46% فقط في الإسبوع الثاني لتبلغ 73 مليون دولار، ليحقق أعلى ثاني إسبوع إيراداً لفيلم رسوم متحركة (محطماً رقم «شريك 2» السابق والبالغ 72.2 مليون دولار)، والأكبر لديزني ولعام 2016 (متفوقاً على «كابت أمريكا: الحرب الأهلية» الذي حقق 72.6 مليون دولار)، وثامن أعلى اسبوع ثاني إيراداً بالإجمالي على الإطلاق. حقق هذه الأرقام على الرغم من مواجهته منافسة شديد من الفيلم الجديد «يوم الاستقلال: عودة». تجاوز الفيلم حاجز الـ 300 مليون دولار في 12 يوماً، وهو رقم قياسي جديد لفيلم رسوم متحركة، متجاوزاً الرقم القياسي السابق الذي حققه «شريك 2» و«حكاية لعبة 3» (كلاهما استغرق 18 يوماً)، وأصبح ثاني فيلم رسوم متحركة لعام 2016 (بعد زوتوبيا) وفيلم ديزني الرابع لعام 2016، والفيلم السادس عموماً الذي يحقق هذا الإنجاز. استمر في الهيمنة على شباك التذاكر للاسبوع الثالث على التوالي — على الرغم من تنافسه مع الأفلام الجديدة واسعة الإصدار؛ أسطورة طرزان والتطهير: عام الانتخابات وزميله من إنتاج ديزني العملاق الودود الضخم — بعد أن شهد انخفاضاً في الإيرادات بنسبة 42% إلى 41.8 مليون دولار في ثلاثة أيام و51.4 مليون دولار في أربعة أيام، على التوالي، خلال عطلة يوم الاستقلال. هذه هي المرة الثانية خلال عامين والثالثة فقط منذ عام 1992، التي يتصدر بها شباك التذاكر في يوم الاستقلال بفيلم في اسبوعه الثالث من إطلاقه. حطم الفيلم رقماً قياسياً آخر، حيث تجاوز حاجز الـ 400 مليون دولار في 21 يوماً، وهو أسرع فيلم رسوم متحركة والفيلم الأسرع عام 2016 والفيلم الأسرع للإستوديو وخامس أسرع فيلم على الإطلاق يحقق هذا الإنجاز. في 8 يوليو، تجاوزت إيراداته فيلم «كابتن أمريكا: الحرب الأهلية» ليصبح أكبر فيلم إيراداً على مدار العام، حتى تخطاه فيلم «روج ون: قصة من حرب النجوم» في يناير 2017. لقد خرج من المراكز العشرة الأولى في أسبوعه الثامن.
تراجع الفيلم إلى المركز الثالث في شباك التذاكر في الإسبوع الرابع، بعد فيلمي الحياة السرية للحيوانات الأليفة وأسطورة طرزان على التوالي. في عضون 30 يوماً فقط، تجاوزت إيراداته إيرادات فيلم «شريك» (البالغة 441.2 مليون دولار) ليصبح أعلى فيلم رسوم متحركة إيراداً على الإطلاق، محطماً الرقم القياسي الأخير الذي يبلغ 12 عاما. بعد أربعة أيام ، في 20 يوليو ، أصبح أول فيلم رسوم متحركة في تاريخ السينما يتجاوز حاجز الـ 450 مليون دولار. كما هو الحال مع الفيلم السابق «البحث عن نيمو»، وسع الاستوديو عدد دور عرض الفيلم خلال عطلة عيد العمال من 345 دار عرض إلى 2075، أي بزيادة 1730 دار عرض. في عام 2003، تمت زيادة دور عرض «البحث عن نيمو» من 838 موقعًا إلى 1053 موقعًا.
أصبح ثاني أعلى فيلم إيراداً في 2016 (خلف فيلم «روج ون: قصة من حرب النجوم») وأعلى أفلام بيكسار وثاني أعلى أفلام ديزني (خلف الجميلة والوحش) وأعلى فيلم رسوم متحركة من إنتاج ديزني وأعلى فيلم رسوم متحركة من حيث الإيرادات، والفيلم الرابع عشر الأعلى إيراداً على الإطلاق.

### خارج أمريكا الشمالية
على الصعيد العالمي، صدر «البحث عن دوري» في أوقات زمنية متداخلة خلال فترة أربعة أشهر من يونيو إلى سبتمبر، وكانت ألمانيا آخر دولة عُرض فيها. لقد تم القيام بذلك للإستفادة من العطلات الرئيسية والتواريخ التنافسية حول العالم. عُرض الفيلم في 29 دولة — وهو ما يمثل 32% من إجمالي مناطق الإصدار الدولية — في نفس إسبوع العرض الأول للفيلم في الولايات المتحدة. حقق حينها إيرادات تقدر بحوالي 50.7 مليون دولار أمريكي ليحتل المركز الأول في شباك التذاكر الدولي. بلغت إيراداته في الأسبوع الثاني 38.7 مليون دولار من 37 سوقاً، ليحتل المركز الثالث بعد فيلمي «يوم الاستقلال: العودة» و«الآن أنت تراني 2». في نفس الإسبوع، ومع حصول الفيلم على 73 مليون دولار في أمريكا الشمالية، ساعد الفيلم بيكسار على تخطي ايراداتها حاجز العشرة مليارات دولار في جميع أنحاء العالم منذ فيلم حكاية لعبة (1995).
حقق الفيلم أعلى اسبوع افتتاحي ايراداً لفيلم رسوم متحركة في البرازيل (7.1 مليون دولار) وهولند (2.1 مليون دولار)، والإسبوع الافتتاحي الأكبر على الإطلاق لفيلم من إنتاج ديزني أو بيكسار في أستراليا (7.7 مليون دولار) والفلبين (2.1 مليون دولار) وسنغافورة (1.3 مليون دولار) والهند (1 مليون دولار) وإندونيسيا والبيرو وأمريكا الوسطى، وفي روسيا بلغت ايرادات الاسبوع الافتتاحي 3.2 مليون دولار، وثاني أكبر اسبوع افتتاحي في المملكة المتحدة وأيرلندا (10.7 مليون دولار) والمكسيك (9.4 مليون دولار) والأرجنتين (3.5 مليون دولار) وكولومبيا (2.1 مليون دولار) خلف فيلم جامعة المرعبين.
في المملكة المتحدة وأيرلندا، سجل الفيلم ثاني أكبر افتتاح لفيلم رسوم متحركة في العام بإيرادات تبلغ 8.1 مليون جنيه إسترليني (10.7 مليون دولار) من 580 دار عرض، حيث حل خلف فيلم «الحياة السرية للحيوانات الأليفة». ومع ذلك، إذا استبعدت العروض المسبقة، فإن «البحث عن دوري» سوف يتقدم الترتيب. علاوة على ذلك، سجل الفيلم أيضاً ثاني أكبر افتتاحية لفيلم من إنتاج ديزني/بيكسار، خلف «حكاية لعبة 3» فقط (رابع أكبر افتتاح في حالة تضمين العروض المسبقة)، وسابع أكبر افتتاح لفيلم رسوم متحركة على الإطلاق بناءً على إجمالي الإيرادات الخالص للفترة من الجمعة إلى الأحد وحدها. عُرض الفيلم في 43 دار عرض إضافياً في الأسبوع الثاني، وفي نفس الاسبوع بلغت إيراداته 3.98 مليون جنيه إسترليني (5.1 مليون دولار)، وبالتالي تجاوزت إيرادات الفيلم حاجز العشرين مليون جنيهاً في 10 أيام فقط (من بين أفلام بيكسار، وحده «حكاية لعبة 3» حقق 20 مليون جنيها بشكل أسرع). لقد حقق الفيلم 8.15 مليون جنيهاً من الإيرادات خلال أيام العمل (من الإثنين إلى الخميس)، ليبلغ متوسط الإيرادات اليومي 2.03 مليون جنيهاً إسترليني. وفقاً لصحيفة الغارديان، كان الإيرادات مرتفعة خلال أيام العمل بسبب العطلات المدرسة التي كانت سائدة، بخلاف ذلك، تكسب الأفلام العائلية الغالبية العظمى من إيراداتها يومي السبت والأحد، وعادةً ما تنخفض أوقات العرض في أيام العمل. عاد إلى صدارة شباك التذاكر في الأسبوع الرابع واستمر ليصبح الفيلم الأكثر إيراداً في صيف ذلك العام.
في البرازيل، بالإضافة إلى تسجيله لأكبر افتتاح لفيلم من إنتاج ديزني/بيكسار على الإطلاق، وهو تقريباً ضعف رقم الإيرادات القياسي السابق الذي سجله فيلم «الديناصور اللطيف (2015)»، فقد سجل أيضاً رقم قياسي جديد لأكبر افتتاح لفيلم رسوم متحركة على الإطلاق، بالتساوي مع فيلم «المينيون (2015)» بالعملة المحلية. في كوريا الجنوبية، سُجل أكبر افتتاح لفيلم من إنتاج بيكسار بإيرادات تبلغ 7.1 مليون دولار، وهو أيضاً ثاني أكبر افتتاح لفيلم رسوم متحركة من إنتاج ديزني، بعد فيلم «ملكة الثلج (2013)».

## الجوائز والترشيحات
| السنة | الجائزة                                    | الفئة                                                    | المترشح                                                                                                  | النتيجة       | المراجع         |
| ----- | ------------------------------------------ | -------------------------------------------------------- | --- | ------------- | --------------- |
| 2016  | تحالف الصحافيات السينمائيات                | أفضل فيلم رسوم متحركة                                    | أندرو ستانتون وانجوس ماكلين                                                                              | رُشِّح           | [ 119 ] [ 120 ] |
| 2016  | تحالف الصحافيات السينمائيات                | أفضل انثى رسوم متحركة                                    | ألين دي جينيريس                                                                                          | رُشِّح           | [ 119 ] [ 120 ] |
| 2016  | جوائز الأكاديمية البريطانية للأطفال        | تصويت أطفال البافتا                                      | البحث عن دوري                                                                                            | رُشِّح           | [ 121 ] [ 122 ] |
| 2016  | جائزة اختيار النقاد للأفلام                | جائزة اختيار النقاد للأفلام لأفضل فيلم رسوم متحركة       | البحث عن دوري                                                                                            | رُشِّح           | [ 123 ]         |
| 2016  | جوائز موسيقى هوليوود في الإعلام            | أفضل موسيقى تصويرية – فيلم رسوم متحركة                   | توماس نيومان                                                                                             | رُشِّح           | [ 124 ] [ 125 ] |
| 2016  | دائرة نقاد السينما في سان فرانسيسكو        | أفضل فيلم رسوم متحركة                                    | البحث عن دوري                                                                                            | رُشِّح           | [ 126 ] [ 127 ] |
| 2016  | جمعية سانت لويس جيتواي لنقاد السينما       | أفضل فيلم رسوم متحركة                                    | البحث عن دوري                                                                                            | رُشِّح           | [ 128 ]         |
| 2016  | جائزة اختيار المراهقين                     | فيلم الصيف                                               | البحث عن دوري                                                                                            | فوز           | [ 129 ]         |
| 2016  | جائزة اختيار المراهقين                     | نجم الفيلم الصيف: أنثى                                   | ألين دي جينيريس                                                                                          | فوز           | [ 129 ]         |
| 2016  | جمعية نقاد السينما في منطقة واشنطن العاصمة | أفضل فيلم رسوم متحركة                                    | البحث عن دوري                                                                                            | رُشِّح           | [ 130 ]         |
| 2016  | جمعية نقاد السينما في منطقة واشنطن العاصمة | أفضل أداء صوتي                                           | ألين دي جينيريس                                                                                          | رُشِّح           | [ 130 ]         |
| 2016  | دائرة نقاد السينما النساء                  | أفضل انثى رسوم متحركة                                    | البحث عن دوري                                                                                            | رُشِّح           | [ 131 ]         |
| 2017  | جوائز آني                                  | أفضل فيلم رسوم متحركة                                    | البحث عن دوري                                                                                            | رُشِّح           | [ 132 ]         |
| 2017  | جوائز آني                                  | إنجاز بارز، تحريك الشخصيات في إنتاج فيلم روائي           | إريك أوه                                                                                                 | رُشِّح           | [ 132 ]         |
| 2017  | جوائز آني                                  | الإنجاز المتميز، القصة المصورة في إنتاج فيلم رسوم متحركة | تريفور جيمينيز                                                                                           | رُشِّح           | [ 132 ]         |
| 2017  | جوائز بلاك ريل                             | الأداء الصوتي المتميز                                    | إدريس إلبا                                                                                               | رُشِّح           | [ 133 ]         |
| 2017  | جوائز الأكاديمية البريطانية للأفلام        | أفضل فيلم رسوم متحركة                                    | أندرو ستانتون                                                                                            | رُشِّح           | [ 134 ]         |
| 2017  | مجتمع الانشطة السمعية البصرية              | الإنجاز المتميز في خلط الأصوات لفيلم - رسوم متحركة       | سكوت كيرتس ودوك كين وناثان نانس ومايكل سيمانيك وتوماس فيكاري                                             | فوز           | [ 135 ]         |
| 2017  | جوائز إمباير                               | أفضل فيلم رسوم متحركة                                    | البحث عن دوري                                                                                            | فوز           | [ 136 ]         |
| 2017  | جمعية نقاد السينما في جورجيا               | أفضل فيلم رسوم متحركة                                    | أندرو ستانتون وليندسي كولينز                                                                             | رُشِّح           | [ 137 ]         |
| 2017  | روتن توميتوز                               | أفضل اصدار واسع لعام 2016                                | البحث عن دوري                                                                                            | المركز السابع | [ 138 ]         |
| 2017  | روتن توميتوز                               | أفضل فيلم رسوم متحركة لعام 2016                          | البحث عن دوري                                                                                            | المركز الثاني | [ 138 ]         |
| 2017  | جمعية هيوستن لنقاد السينما                 | أفضل فيلم رسوم متحركة                                    | البحث عن دوري                                                                                            | رُشِّح           | [ 139 ] [ 140 ] |
| 2017  | جائزة اختيار أطفال نكلوديون                | أفضل فيلم رسوم متحركة                                    | البحث عن دوري                                                                                            | فوز           | [ 141 ]         |
| 2017  | جائزة اختيار أطفال نكلوديون                | الصوت المفضل من فيلم رسوم متحركة                         | ألين دي جينيريس                                                                                          | فوز           | [ 141 ]         |
| 2017  | جائزة اختيار أطفال نكلوديون                | الحيوان الأليف الاكثر طلباً                               | ألين دي جينيريس                                                                                          | رُشِّح           | [ 141 ]         |
| 2017  | جائزة اختيار أطفال نكلوديون                | #Squad                                                   | ألين دي جينيريس وألبيرت بروكس وكايتلين أولسون وهايدن رولانس وويليم دافو وإد أونيل وتاي باريل ويوجين ليفي | فوز           | [ 141 ]         |
| 2017  | جوائز الجمعية الوطنية للنهوض بالملونين     | الأداء الصوتي المتميز                                    | إدريس ألبا                                                                                               | رُشِّح           | [ 142 ]         |
| 2017  | جمعية نقاد السينما عبر الإنترنت            | أفضل فيلم رسوم متحركة                                    | البحث عن دوري                                                                                            | رُشِّح           | [ 143 ]         |
| 2017  | جائزة اختيار الجمهور                       | الفيلم المفضل                                            | البحث عن دوري                                                                                            | فوز           | [ 144 ]         |
| 2017  | جائزة اختيار الجمهور                       | فيلم العائلة المفضل                                      | البحث عن دوري                                                                                            | فوز           | [ 144 ]         |
| 2017  | جائزة اختيار الجمهور                       | صوت فيلم الرسوم المتحركة المفضل                          | ألين دي جينيريس                                                                                          | فوز           | [ 144 ]         |
| 2017  | نقابة المنتجين الأمريكية                   | أفضل فيلم رسوم متحركة                                    | ليندسي كولينز                                                                                            | رُشِّح           | [ 145 ]         |
| 2017  | جوائز ساتالايت                             | أفضل فيلم رسوم متحركة أو وسائط مختلطة                    | البحث عن دوري                                                                                            | رُشِّح           | [ 146 ]         |
| 2017  | جوائز زحل                                  | أفضل فيلم رسوم متحركة                                    | البحث عن دوري                                                                                            | فوز           | [ 147 ]         |
| 2017  | استطلاع افلام فيلج فويس                    | أفضل فيلم رسوم متحركة                                    | البحث عن دوري                                                                                            | المركز السابع | [ 148 ]         |
| 2017  | جمعية المؤثرات البصرية                     | التأثيرات البصرية المتميزة في ميزة الرسوم المتحركة       | كريس جيه تشابمان وليندسي كولينز وجون هالستيد وأنجوس ماكلين                                               | رُشِّح           | [ 149 ]         |
| 2017  | جمعية المؤثرات البصرية                     | التحريك الرسومي المتميز في فيلم رسوم متحركة              | هانك - جوناثان هوفمان وستيفن كلاي هانتر ومارك بيريتي وأودري وونغ                                         | فوز           | [ 149 ]         |
| 2017  | جمعية المؤثرات البصرية                     | Outstanding Created Environment in an Animated Feature   | معرض المحيط المفتوح (Open Ocean Exhibit) - ستيفن جوستافسون وجاك هاتوري وجيسي هولاندر ومايكل روتر         | رُشِّح           | [ 149 ]         |
| 2017  | جمعية المؤثرات البصرية                     | محاكاة التأثيرات المتميز في فيلم رسوم متحركة             | ستيفن جوستافسون وألين همبرجر وجوشوا جيني وماثيو كيوشي وونج                                               | رُشِّح           | [ 149 ]         |

## روابط خارجية
- البحث عن دوري على موقع IMDb (الإنجليزية)
- البحث عن دوري على موقع ميتاكريتيك (الإنجليزية)
- البحث عن دوري على موقع روتن توميتوز (الإنجليزية)
- البحث عن دوري على موقع نتفليكس (الإنجليزية)
- البحث عن دوري على موقع ألو سيني (الفرنسية)
- البحث عن دوري على موقع Turner Classic Movies (الإنجليزية)
- البحث عن دوري على موقع أول موفي (الإنجليزية)
- البحث عن دوري على موقع بوكس أوفيس موجو (الإنجليزية)
- البحث عن دوري على موقع فيلمافينيتي (الإسبانية)
- البحث عن دوري على موقع قاعدة بيانات الأفلام السويدية (السويدية)